# Hyperoglyphe antarctica
Hyperoglyphe antarctica är en fiskart som först beskrevs av Carmichael, 1819.  Hyperoglyphe antarctica ingår i släktet Hyperoglyphe och familjen svartfiskar. Inga underarter finns listade i Catalogue of Life.